# Trichotomie
Een trichotomie is de opdeling in drie niet-overlappende structuren of begrippen. De term komt van het Griekse trichotomia, wat driedeling betekent. De term wordt in allerlei wetenschappen gebruikt (waaronder de filosofie, sociologie, biologie, wiskunde enz.).

## Voorbeelden
- Trichotomie is, in de filosofie en theologie, de zienswijze dat de mens uit lichaam, ziel en geest bestaat.